# Fiddlin' John Carson
Fiddlin' John Carson (Fannin County, 23 maart 1868 - Atlanta, 11 december 1949) was een Amerikaans fiddler (violist) en zanger in de old-time music. Hij bracht platen uit toen de verkoop ervan nog in de kinderschoenen stond. Zijn succes stimuleerde platenmaatschappijen om van meer artiesten hillbilly uit te brengen, de voorloper van country en rockabilly.

## Biografie
Carson werd in 1868 geboren in de Blue Ridge Mountains in noordelijk Georgia. Hij ontwikkelde zich al jong op de fiddle die zijn voorouders uit Ierland hadden meegenomen naar Amerika. Toen hij ongeveer elf jaar oud was, speelde hij tijdens een politieke bijeenkomst in Copperhill, Tennessee, waar gouverneur Bob Taylor hem de bijnaam Fiddlin' toevoegde - Taylor speelde zelf ook fiddle. Carson speelde door de jaren heen tijdens meer politieke campagnes. Daarnaast verdiende hij zijn geld met banen als boer, jockey, moonshiner en bij de spoorwegen. Nadat hij in 1890 naar Atlanta was vertrokken en werkte in een katoenfabriek, trad hij daarnaast ook steeds meer op als fiddler.
In 1913 verloor hij zijn werk in de fabriek door een staking, waardoor hij genoodzaakt was zijn geld op straat te verdienen met zijn fiddle. Hij hield optredens voor grote menigtes met onder meer zijn vier zelfgeschreven nummers over de vermeende moord van Leo Frank op Carsons kennis Mary Phagan. Franks onschuld werd niettemin postuum in 1986 uitgesproken door de regering van Georgia.
Jaarlijks was Carson met zijn kleurrijke karakter tussen 1913 en 1935 de grote favoriet tijdens de Georgia Old-Time Fiddlers' Convention en zijn optredens werden uitgebreid beschreven in de plaatselijke kranten. Ook was hij in 1922 een van de eerste artiesten die op de WSB te horen was, het eerste radiostation van Atlanta. Dankzij veel verzoeken van luisteraars bleef hij jarenlang geregeld te horen op deze radiozender.
Handelaar Polk Brockman tipte producer Ralph Peer van het label OKeh over Carson, waarop Carson daar in 1923 zijn eerste plaat opnam. Hierdoor werd hij de eerste countryartiest die in het zuiden een commerciële plaat uitbracht. Deze eerste plaat was The little old log cabin in the lane met op de andere kant het instrumentale lied The old hen cackled and the rooster's going to crow. De eerste oplage van vijfhonderd stuks raakte snel uitverkocht en overtuigde andere platenbazen dat countrymuziek commercieel interessant was om op te nemen.
In de jaren twintig nam hij bij OKeh zowel als soloartiest platen op, als met zijn dochter Rosa Lee (onder de artiestennaam Moonshine Kate) en onder begeleiding van de Virginia Reelers. Bij elkaar nam hij 123 verschillende liedjes en fiddledeuntjes op, waardoor bijgevolg ook vroege teksten van belangrijke volksliedjes op de plaat zijn gekomen.
Carson onderbrak zijn muzikale loopbaan van 1931 tot 1933 tijdens de Grote Depressie. In 1934 nam hij weer muziek op, ditmaal bij het label RCA Victor's Bluebird. Echter was zijn primitieve stijl inmiddels uit de gratie geraakt en in de rest van de VS trok hij nauwelijks nog de aandacht. In zijn eigen staat Georgia wist hij het publiek nog wel te bereiken en bleef hij bekend als showman, komiek en politiek campagnevoerder.
Carson overleed in 1949. Naast zijn dochter Moonshine Kate, met wie hij veel optrad, trad zijn kleinzoon Johnny Carson (geen zoon van Moonshine Kate) in zijn voetsporen als countryzanger.
Postuum werd Carson in 1982 opgenomen in de Atlanta Country Music Hall of Fame, in 1984 in de Georgia Music Hall of Fame en in 1986 in America's Old Time Country Music Hall of Fame.
- Bibliothèque nationale de France: cb13893913c (data)
- Gemeinsame Normdatei: 1133495826
- International Standard Name Identifier: 0000 0000 2971 2272
- Library of Congress Control Number: n85023963
- MusicBrainz: e1552774-b34b-41e9-a58b-459bd398504b
- SNAC: w63t9g8t
- Virtual International Authority File: 69115443
- WorldCat: E39PBJxmHpwm4TfQ6YYFQ3CPcP